# Szombathely
Szombathely (tyska: Steinamanger, slovenska: Sombotel, kroatiska: Sambotel, Subotište) är en stad i provinsen Vas i västra Ungern. Staden är huvudort i provinsen Vas. Szombathely hade 78 407 invånare (2019). Den ligger nära gränsen mot Österrike.
Staden grundades av romarna omkring år 45 som Savaria och anses vara Ungerns äldsta stad, tillika födelseort för helgonet Martin av Tours. I staden finns bland annat Kámoni arborétum.